# Lylea catenulata
Lylea catenulata är en svampart som beskrevs av Morgan-Jones 1975. Lylea catenulata ingår i släktet Lylea, divisionen sporsäcksvampar och riket svampar.   Inga underarter finns listade i Catalogue of Life.